# Елизарово (Большесельский район)
В Ярославской области есть ещё две деревени с таким названием в Тутаевском и Переславском районах.
Елизарово — деревня в Вареговском сельском поселении Большесельского района Ярославской области.

## Население
По данным статистического сборника «Сельские населенные пункты Ярославской области на 1 января 2007 года», в деревне Елизарово проживает 14 человек. По топокарте 1975 года в деревне проживало 11 человек.

## География
Деревня находится на северо-востоке района. Она находится  епосредственно на северной окраине крупного села, центра сельского поселения Варегово. Деревня выстроена вдоль дороги ведущей из Варегово на север, к станции Лом. На расстоянии около 1 км к северу от Елизарово, на небольшом расстоянии от этой дороги стоит деревня Митино.

## История
Деревня Елизарова указана на плане Генерального межевания Борисоглебского уезда 1792 года. В 1825 году Борисоглебский уезд был объединён с Романовским уездом. По сведениям 1859 года деревня относилась к Романово-Борисоглебскому уезду.